# Pedopodisma shennongjiaensis
Pedopodisma shennongjiaensis is een rechtvleugelig insect uit de familie veldsprinkhanen (Acrididae). De wetenschappelijke naam van deze soort is voor het eerst geldig gepubliceerd in 1996 door Wang & Li.